# رد اعتبار (مسلسل)
رد اعتبار مسلسل تلفزيوني كويتي من
بطولة جاسم النبهان، عبد الرحمن العقل، باسمة حمادة، أُنتِج في عام 2021، وهو من تأليف الكاتبة عامرة الحزيمي ، ومن إخراج المخرج أحمد الخميس.

## ملخص القصة
تدور أحداث المسلسل حول أفراد عائلة خالد، والذي يشعر بالقلق عليهم وعلى مسارات حياتهم، وبعد رحيل خالد عن الدنيا، ما الذي سيحدث لكل فرد فيهم في حياته وعمله؟

## طاقم العمل

### الممثلون
- جاسم النبهان
- عبد الرحمن العقل
- باسمة حمادة
- عبد الإمام عبد الله
- ملاك
- لطيفة المجرن
- محمد الوادي
- حسن إبراهيم
- أبرار
- رتاج العلي
- عبد الله هيثم

## هوامش
- كان المسلسل يحمل اسم (انتقام ميت)، إلا أنه بعد ذلك تم تغييره ليصبح (رد اعتبار).